# Alżbeta Lenska
Alżbeta Genowefa Lenska (ur. 22 sierpnia 1981 w Siemianowicach Śląskich) – polska aktorka filmowa, telewizyjna i teatralna.

## Życiorys

### Wczesne lata
Ojcem Alżbety Lenskiej jest Tibor Lenský, muzyk pochodzenia słowacko-węgierskiego, a matka jest Polką pochodzącą z Górnego Śląska. Aktorka dorastała w Brnie i Vráblach. Ukończyła Lee Strasberg Theatre and Film Institute w Nowym Jorku.

### Kariera
W 2002 uczestniczyła w trzeciej edycji programu TVN Agent, po czym wzięła udział w sesji zdjęciowej opublikowanej w lutowym wydaniu czasopisma „CKM” w 2003.
W latach 2008–2010 grała Edytę Jeżowską w serialu Polsatu Pierwsza miłość. Jesienią 2008 uczestniczyła w czwartej edycji programu Polsatu Jak oni śpiewają. Od 2011 występuje w roli Agaty Gibalskiej w serialu TVP1 Ojciec Mateusz.

### Życie prywatne
W 2007 poślubiła aktora Rafała Cieszyńskiego, a ślub kościelny wzięli 28 sierpnia 2008 w kościele św. Anny w Warszawie. Mają dwoje dzieci, córkę Zofię (ur. w maju 2011) i syna Antoniego (ur. w maju 2013). 
16 maja 2018 przeszła operację tętniaka mózgu.

## Filmografia
- 2002: Święta wojna jako sekretarka (odc. 107)[5].
- 2005: Anioł Stróż jako kelnerka
- 2006, 2007, 2015: Na dobre i na złe jako:
  - kobieta zainteresowana plastyką piersi w klinice Weissa-Korzyckiego (odc. 257)
  - pacjentka Drzewieckiego (odc. 309)
  - Emilia Różańska, żona Modesta (odc. 598)
- 2006: Oficerowie jako modelka, kochanka Monda
- 2007: Prawo miasta jako sekretarka Juliana
- 2007: Taxi A jako kierowca
- 2007: Plebania jako asystentka dyrektora
- 2008: Lejdis jako tnąca
- 2008: Glina jako Ewa Kruk
- 2008: Kryminalni jako komisarz Julia Wierzbicka, agentka Centralnego Biura Śledczego
- 2008–2010, od 2021 : Pierwsza miłość jako Edyta Jeżowska
- od 2011: Ojciec Mateusz jako Agata Gibalska (z domu Wróbel)
- 2011: Usta usta jako Kasia
- 2012: Przepis na życie jako Zuza
- 2015: Przyjaciółki jako Agnieszka
- 2016: Kobiety bez wstydu jako Beata
- 2016: Smoleńsk jako stewardesa Barbara Maciejczyk
- 2019: Kobiety mafii 2 jako policjantka
- od 2021: M jak miłość jako Patrycja Argasińska
- od 2023: Sprawiedliwi – Wydział Kryminalny jako st. asp. Zuzanna Wichura